# Càrcer (kommunhuvudort)
Càrcer är en kommunhuvudort i Spanien.   Den ligger i provinsen Província de València och regionen Valencia, i den östra delen av landet, 300 km sydost om huvudstaden Madrid. Càrcer ligger 45 meter över havet och antalet invånare är 2 026.
Terrängen runt Càrcer är platt åt sydost, men åt nordväst är den kuperad. Runt Càrcer är det tätbefolkat, med 257 invånare per kvadratkilometer. Närmaste större samhälle är Alzira, 14,8 km nordost om Càrcer. Omgivningarna runt Càrcer är en mosaik av jordbruksmark och naturlig växtlighet.